# Onkerzele
Onkerzele is een dorp in de Belgische provincie Oost-Vlaanderen en een deelgemeente van de stad Geraardsbergen, het was een zelfstandige gemeente tot aan de gemeentelijke herindeling van 1971.
Onkerzele ligt in Zandlemig Vlaanderen, in de Denderstreek aan de Dender, in een golvend landschap dat varieert van 15 m tot 95 m.

## Geschiedenis
Onkerzele wordt voor het eerst in 1149 vermeld als Unchresele. Het eerste deel blijft duister, maar het tweede is duidelijk afgeleid van het Germaans "sali", of "hoevetje waar de mensen en de dieren in één ruimte (een zaal) samenleven".
De parochie behoorde tot aan de Franse Revolutie tot het kerngebied van de baronie Boelare, in de kasselrij en het Land van Aalst. Ze vormde samen met het naburige Nederboelare een vierschaar.

## Bezienswaardigheden
- De Sint-Martinuskerk uit 1842 werd opgetrokken in vroege neogotiek; het interieur bewaart enkele stukken uit de oude kerk. Het bevat een beschermd orgel van Leo Lovaert uit 1854.
- Het Kasteel van Onkerzele
- De Ommegang van de zeven weeën

## Natuur en landschap
Onkerzele ligt in de Vlaamse Ardennen op een hoogte van 15-95 meter. De plaats ligt aan de Dender. Natuurgebieden zijn het Hinnekesbos en het provinciaal domein De Gavers.

## Demografische ontwikkeling
- Bronnen:NIS, Opm:1831 tot en met 1970=volkstellingen

## Politiek

### Voormalige burgemeesters
| Tijdspanne | Tijdspanne  | Burgemeester        |
| ---------- | ----------- | ------------------- |
|            | 1825 - 1829 | Ferdinand Spitaels  |
|            | 1830 - 1850 | Prosper Spitaels    |
|            | ? - ?       | Pierre de Portemont |

## Toerisme
Door dit dorp loopt onder meer de Denderroute zuid en Denderende steden.

## Sport
In Onkerzele speelt de voetbalclub Jong Geraardsbergen.

## Nabijgelegen kernen
Geraardsbergen, Atembeke, Grimminge, Schendelbeke
Deelgemeenten: Geraardsbergen · Goeferdinge · Grimminge · Idegem · Moerbeke · Nederboelare · Nieuwenhove · Onkerzele · Ophasselt · Overboelare · Schendelbeke · Smeerebbe-Vloerzegem · Viane · Waarbeke · Zandbergen · Zarlardinge

Overige plaatsen: Atembeke · Smeerebbe · Vloerzegem

Belgische gemeenten · Arrondissement Aalst · Oost-Vlaanderen · Vlaanderen